# Kirchengeschichte (Literatur)
Als Kirchengeschichte (lateinisch Historia ecclesiastica) wird eine Literaturgattung bezeichnet, die besonders in der Spätantike (4.–6. Jahrhundert) eine Blüte erlebte, aber auch im Mittelalter (nun primär in Form der christlichen Historiographie) weit verbreitet war; siehe beispielsweise die Historia ecclesiastica gentis Anglorum.
Bedeutende Verfasser von antiken „Kirchengeschichten“ waren Eusebius von Caesarea (4. Jahrhundert), der „Vater der Kirchengeschichte“, Sozomenos, Sokrates Scholastikos und Theodoret (alle drei 5. Jahrhundert) sowie Euagrios Scholastikos (6. Jahrhundert), die alle in griechischer Sprache schrieben, wobei Sozomenos, Sokrates und Theodoret mit ihren Darstellungen an Eusebius’ Kirchengeschichte anschlossen und stark voneinander abhängen. Andere Kirchengeschichten stammen unter anderem von Gelasios von Kyzikos oder dem Arianer Philostorgios. Aber auch in syrischer Sprache wurden Kirchengeschichten verfasst, wie die des Johannes von Ephesos oder des Daniel bar Maryam; nur in einer syrischen Überarbeitung ist die ursprünglich griechische Kirchengeschichte des Zacharias von Mytilene erhalten.
Dabei wurde oft, neben der Geschichte der Kirche und innerchristlichen Auseinandersetzungen, wenigstens teilweise und in zunehmendem Maße die Profangeschichte berücksichtigt, so dass Kirchengeschichten nicht selten auch eine wichtige Quelle bezüglich der politischen Geschichte darstellen. Dies ist umso wichtiger, als viele Werke von klassizistischen spätantiken Profanhistorikern (z. B. Olympiodoros von Theben, Priskos oder Menander Protektor) heute großteils verloren sind und die Forschung daher vielfach auf die Werke der Kirchenhistoriker angewiesen ist. Nicht als Kirchengeschichte im engeren Sinne gilt das Werk des Orosius, der im 5. Jahrhundert eine lateinische Weltgeschichte aus dezidiert christlicher Perspektive verfasste.
Rufinus von Aquileia übersetzte die „Kirchengeschichte“ des Eusebius ins Lateinische und führte sie bis in das Jahr 395 fort; auch die Werke der drei oben genannten Fortsetzer des Eusebius wurden schließlich im 6. Jahrhundert von Epiphanios Scholastikos ins Lateinische übersetzt und in 12 Bücher zusammengefasst (Historia tripartita).